# Neoconis bispina
Neoconis bispina är en insektsart som beskrevs av Meinander 1972. Neoconis bispina ingår i släktet Neoconis och familjen vaxsländor. Inga underarter finns listade i Catalogue of Life.